# Ready Go! (타무라 나오미의 노래)
〈Ready Go!〉는 타무라 나오미의 22번째 싱글이다. 2002년 3월 29일에 피카츄 레코드에서 발매됐다.

## 개요
- 타이틀곡 〈Ready Go！〉은 TV 애니메이션 《포켓몬스터》의 5번째 오프닝 테마, 커플링곡인 〈새로운 맹세 (acoustic ver.)〉〈새로운 맹세 〉는 각각 TV 애니메이션 《포켓몬스터 크리스탈 라이코 번개의 전설》의 오프닝 테마, 엔딩 테마로 사용됐다. 타무라는 그 후에도 다음 시리즈 《포켓몬스터 AG》 4번째 엔딩 테마곡인 〈가득한 서머!!〉를 해바라기 합창단과의 듀엣으로 부르고 있다.
- 커플링곡인 〈포켓타리 몬스타리〉는 카나가 노래를 담당하고, 영화 《반짝반짝 별하늘 캠프》 및 《포켓몬스터》의 13번째 엔딩 테마로 사용됐다.
- CD 자켓에서는 사토시(한국명은 한지우), 피카츄, 베이리프, 리아코, 브케인, 요루노즈쿠(한국명은 야부엉), 고마조(한국명은 코코리)가 그려져있다.

## 수록곡
1. Ready Go! [4:53]
  - 노래: 타무라 나오미
  - 작사: 타무라 나오미, 카와무라 쿠니미, 작곡 · 편곡: 타나카 히로카즈
2. 포켓타리 몬스타리(ポケッターリ モンスターリ) [3:26]
  - 노래: 카나
  - 작사: 토다 아키히토, 작곡 · 편곡: 타나카 히로카즈

안무 담당은 츠타 미요코
3. 새로운 맹세 (acoustic ver.)(新たなる誓い（acoustic ver.）) [1:39]
  - 노래: 타무라 나오미)
  - 작사: 토다 아키히토, 작곡 · 편곡: 타나카 히로카즈
4. 새로운 맹세 [3:10]
  - 노래: 타무라 나오미
  - 작사: 토다 아키히토, 작곡 · 편곡: 타나카 히로카즈
5. Ready Go! (오리지널 카라오케)
6. 포켓타리 몬스타리 (오리지널 카라오케)
7. 새로운 맹세 (오리지널 카라오케)

## 타이업
| 곡명                        | 타이업                                                                           |
| --------------------------- | -------------------------------------------------------------------------------- |
| Ready Go!                   | TV 애니메이션 《포켓몬스터》 5번째 오프닝 테마                                   |
| 포켓타리 몬스타리           | TV 애니메이션 《포켓몬스터》 13번째 엔딩 테마 《반짝반짝 별하늘 캠프》 엔딩 테마 |
| 새로운 맹세 (acoustic ver.) | TV 애니메이션 《포켓몬스터 크리스탈 라이코 번개의 전설》 오프닝 테마             |
| 새로운 맹세                 | TV 애니메이션 《포켓몬스터 크리스탈 라이코 번개의 전설》 엔딩 테마               |

| TV 애니메이션 《포켓몬스터》 오프닝 테마 2002년 3월 7일(239화) ~ 2002년 11월 14일(274화) |                             |            |
| 이전 곡: Whiteberry 〈노려라 포켓몬 마스터〉                                             | 타무라 나오미 〈Ready Go!〉 | 다음 곡: - |
| TV 애니메이션 《포켓몬스터》 엔딩 테마 2002년 3월 7일 ~ 2002년 11월 14일                 |                             |            |
| 이전 곡: 로켓단 〈긍정적인 로켓단〉                                                      | 카나 〈포켓타리 몬스타리〉  | 다음 곡: - |